# Poppy (autodelen)
Poppy is een autodeelbedrijf actief in steden en luchthavens in België. Het bedrijf biedt verschillende modellen auto’s aan, zowel elektrisch als wagens op benzine of CNG. Anno 2023 beschikt Poppy over zo'n 5000 wagens.
In januari 2018 werd Poppy opgericht als een samenwerking tussen een ondernemersteam en het autobedrijf D'Ieteren. Het is sindsdien als volgt gegroeid:
- Sinds de opstart in Antwerpen
- Sinds april 2019 in Brussel
- Sinds mei 2019 in Brussels Airport
- Sinds december 2019 in Luchthaven Antwerpen
- Sinds zomer 2020 in Brussels South Charleroi Airport
- Sinds juni 2021 in Mechelen
- Sinds september 2022 in Gent
- Sinds februari 2023 in Luik[1]
- Sinds augustus 2023 in Leuven[2]
- In december 2023 trok het bedrijf zich dan weer terug uit Gent, Leuven en Mechelen

De wagens van Poppy zijn voorzien van een boordcomputer die de ritten automatisch registreert. De gebruiker lokaliseert de auto met de app en opent en sluit de auto met de smartphone. Het bedrijf hanteert het ‘free floating’-principe: dat wil zeggen dat de auto overal kan achtergelaten worden over het hele grondgebied van de stad (of in een andere stad of een van de luchthavens). Poppy hanteert specifieke zones waarin men de wagen mag parkeren. De wagens worden vooral on the spot gebruikt.